# Deutsche Botschaft Belgrad

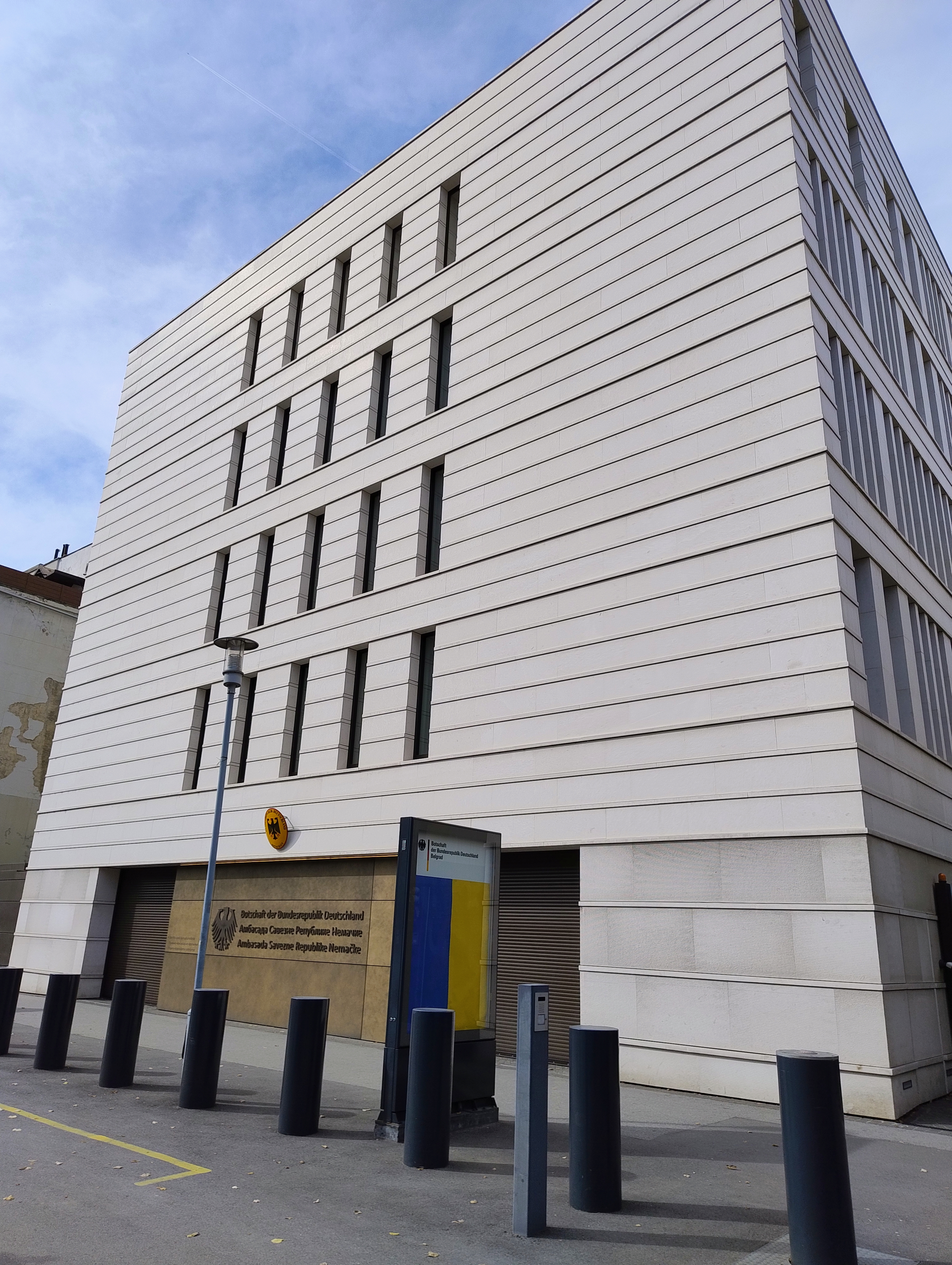
(2024)

Die Deutsche Botschaft Belgrad ist die Diplomatische Vertretung der Bundesrepublik Deutschland in der Republik Serbien.

## Lage und Gebäude
Die Botschaft befindet sich im Regierungs- und Botschaftsviertel zentral in der serbischen Hauptstadt Belgrad. Die Vertretung von Kanada liegt gegenüber der Botschaft. Nach baubedingter Zwischenunterbringung unter der Anschrift Neznanog junaka 1a in der Nähe der Botschaft der Vereinigten Staaten im Stadtteil Dedinje ist die Botschaft am 9. März 2021 wieder an ihren angestammten Standort umgezogen. Die Straßenadresse lautet: Kneza Miloša 74-76, 11000 Belgrad.
Das Außenministerium Serbiens ist nur gut 500 Meter entfernt. Der Nikola Tesla Flughafen Belgrad liegt rund 15 km westlich und eine Fahrtzeit von rund 20 Minuten reicht in der Regel aus. Die Botschaft ist einen Kilometer vom Ostufer des Flusses Save entfernt.
Angesichts des Alters des früheren Kanzleigebäudes wurde im Jahr 2009 ein Architektenwettbewerb für einen Neubau am gleichen Ort ausgelobt. Das alte Gebäude war im Jahr 1972 auf einem Grundstück nahe der Altstadt an der fünfspurigen, vielbefahrenen Ulica Kneza Miloša erstellt worden. Es erwies sich als sanierungsbedürftig, ferner waren die Anforderungen an die Sicherheit bei Terroranschlägen und bei Erdbeben nicht erfüllt. Da auf dem vorhandenen Grundstück ein Zugang nur von der Straßenseite möglich ist, mussten separate Eingänge zur Kanzlei, zur Visa- und Passstelle, zur Garage und zu einer Dienstwohnung mit jeweils einer Sicherheitsschleuse an der Hauptfassade untergebracht werden. Ein aus Terrorschutzgründen normalerweise erforderliche Mindestabstand von 20 Metern zwischen Gebäude und Grundstücksgrenze konnte angesichts der einzuhaltenden Baufluchtlinie nicht gewährleistet werden. Dieses Manko musste durch baukonstruktive Maßnahmen ausgeglichen werden: Eine 2,50 Meter hohe Mauer um das Gebäude sowie Einbruch- und Durchschusshemmungen an den Fenstern.
Die Fassade wurde aus regionalem, fast weißem Travertin gebaut und nimmt damit Bezug auf den Namen der Stadt: Belgrad – Weiße Stadt. Die Büros orientieren sich weitestmöglich hin zu den begrünten Freiflächen. Die Kanzlei erschließt sich über einen großzügiges Eingangsbereich mit Treppenaufgang und einem Lichtraum, der alle Geschosse verbindet. Ein Innenhof mit begrünter Fassade ist abgeschirmt und bietet so eine Ruhezone innerhalb der Baulichkeit. Ein großer Vorraum im 1. Obergeschoss dient als Veranstaltungsbereich innerhalb der Kanzlei. Eine Terrasse bietet einen weiten Blick über die Stadt hin zum Ufer der Save.
Für die Kunst am Bau wurde im Jahr 2019 ein Wettbewerb entschieden, aus dem die Berliner Künstler- und Architektengruppe Realities:united mit dem Spiegelarrangement 90°- 8,4° als 1. Preisträger hervorging.
Das fünfgeschossige Bürohaus mit 2103 m² Nutzfläche entstand in den Jahren 2017 bis 2020. Die Gesamtkosten beliefen sich auf rund 21 Millionen Euro.

## Auftrag und Organisation
Die Deutsche Botschaft Belgrad hat den Auftrag, die deutsch-serbischen Beziehungen zu pflegen, die deutschen Interessen gegenüber der Regierung von Serbien zu vertreten und die Bundesregierung über Entwicklungen in Serbien zu unterrichten.
Die Botschaft gliedert sich in die Referate für Politik, Wirtschaft, Kultur und Bildung sowie wirtschaftliche Zusammenarbeit (WZ). Die Bundesregierung hat für Serbien seit dem demokratischen Umbruch im Jahr 2000 mehr als 1,8 Milliarden Euro zur Verfügung gestellt. Damit ist Deutschland der wichtigste bilaterale WZ-Geber für Serbien.
Es besteht ein Militärattachéstab, der vom Verteidigungsattaché im Rang eines Oberstleutnant geleitet wird.
Das Referat für Rechts- und Konsularaufgaben der Botschaft bietet deutschen Staatsangehörigen alle konsularischen Dienstleistungen an und bietet Hilfe in Notfällen an. Hierzu besteht auch ein telefonischer Rufbereitschaftsdienst. Der konsularische Amtsbezirk der Botschaft umfasst ganz Serbien. Die Visastelle erteilt Einreisegenehmigungen für serbische und andere, dauerhaft in Serbien ansässige Staatsangehörige.

## Geschichte

### Botschaft der Bundesrepublik Deutschland
Die Bundesrepublik Deutschland eröffnete am 13. Juli 1951 eine „Politische Vertretung“ in Belgrad, die am 8. Dezember 1951 in eine Botschaft umgewandelt wurde. Am 19. Oktober 1957 kam es zum Abbruch der diplomatischen Beziehungen, da das damalige Jugoslawien die DDR anerkannt hatte (Hallstein-Doktrin). Am 7. Februar 1968 wurde die Botschaft wiedereröffnet. Am 25. März 1999 kam es erneut zum Abbruch der diplomatischen Beziehungen (Kosovo-Konflikt, Bombardierung Jugoslawiens). Am 15. September 1999 entstand eine Schutzmachtvertretung und am 20. November 2000 wurde die Botschaft wiedereröffnet.

### Vertretung der DDR
Die DDR unterhielt seit 1956 eine Kammervertretung (Kammer für Außenhandel), die von einem Handelsrat geleitet wurde. Nach Aufnahme der diplomatischen Beziehungen am 10. Oktober 1957 eröffnete die DDR eine Botschaft, die im Jahr 1990 mit dem Beitritt der DDR zur Bundesrepublik Deutschland geschlossen wurde.

### Rückblick
Das Deutsche Reich war seit dem Jahr 1875 offiziell in Serbien vertreten. Im Zweiten Weltkrieg besetzte die Wehrmacht Nazi-Deutschlands auch Serbien; mit dem Zusammenbruch 1945 ging das Deutsche Reich als Völkerrechtssubjekt unter. Auf dem Balkan entstand im gleichen Jahr die Föderative Volksrepublik Jugoslawien mit der Hauptstadt Belgrad.